# Karel III. Britský
Karel III. (anglicky Charles III), celým jménem Karel Filip Artur Jiří (anglicky Charles Philip Arthur George; * 14. listopadu 1948 Londýn), je král Spojeného království a dalších čtrnácti nezávislých států, tzv. Commonwealth realms. Na britský trůn nastoupil v září 2022 po úmrtí matky, královny Alžběty II. a korunován byl v květnu 2023 ve Westminsterském opatství. Od roku 1952 do začátku vlády byl nejdéle sloužícím vévodou z Cornwallu a vévodou z Rothesay, jako nejstarší a nejdéle čekající britský následník trůnu. V letech 1958–2022 mu náležel také titul prince z Walesu, který rovněž držel nejdéle v historii. Po smrti otce prince Philipa v roce 2021 zdědil titul vévody z Edinburghu.
Narodil se v Buckinghamském paláci jako první potomek Alžběty II. a prince Philipa a nejstarší vnuk krále Jiřího VI. a královny Alžběty. Stejně jako otec navštěvoval školy Cheam v Hampshire a Gordonstoun v Moray. Rok studia strávil na geelongském gymnáziu v australské Victorii. Po získání bakalářského titulu na univerzitě v Cambridgi sloužil v letech 1971–1976 u Královského letectva a Královského námořnictva. V roce 1981 se oženil s lady Dianou Spencerovou. Do manželství se narodili dva synové, princ William a princ Harry. Po medializaci mimomanželských afér obou partnerů následoval v roce 1996 rozvod. Princezna Diana zemřela o rok později na následky pařížské autonehody. V roce 2005 se oženil s dlouholetou partnerkou Camillou Parkerovou Bowlesovou.
V roli prince z Walesu plnil oficiální povinnosti královny Alžběty II. V roce 1976 založil charitativní organizaci The Prince's Trust na pomoc mladým zranitelným lidem. Charitativní projekty zastřešil neziskovou organizací The Prince's Charities. Během života se stal patronem, prezidentem nebo členem více než 400 charitativních organizací. Jako kritik moderní architektury se zasazuje o ochranu historických budov a klade důraz na význam architektury ve společnosti. Jako ochránce životního prostředí podporuje ekologické zemědělství a aktivní přístup vůči klimatické změně. Odmítavě se naopak vyjádřil ke geneticky upravovaným potravinám. Kritizována byla jeho podpora pseudovědy včetně homeopatie. Je také literárně činný.

## Životopis

### Mládí a studia
Charles se narodil v Buckinghamském paláci 14. listopadu 1948 ve 21:14 britského času, za vlády svého děda z matčiny strany Jiřího VI., jako první dítě princezny Alžběty, vévodkyně z Edinburghu, a Philipa, vévody z Edinburghu. Pokřtil ho tam arcibiskup z Canterbury Geoffrey Fisher 15. prosince 1948. Po smrti děda a nástupu jeho matky na trůn jako královny Alžběty II. v roce 1952 se Charles stal následníkem trůnu. Jako panovníkův nejstarší syn automaticky přijal tituly vévoda z Cornwallu, vévoda z Rothesay, hrabě z Carricku, baron z Renfrew, lord z ostrovů a princ a velký správce Skotska. Dne 2. června 1953 se Charles zúčastnil matčiny korunovace ve Westminsterském opatství.

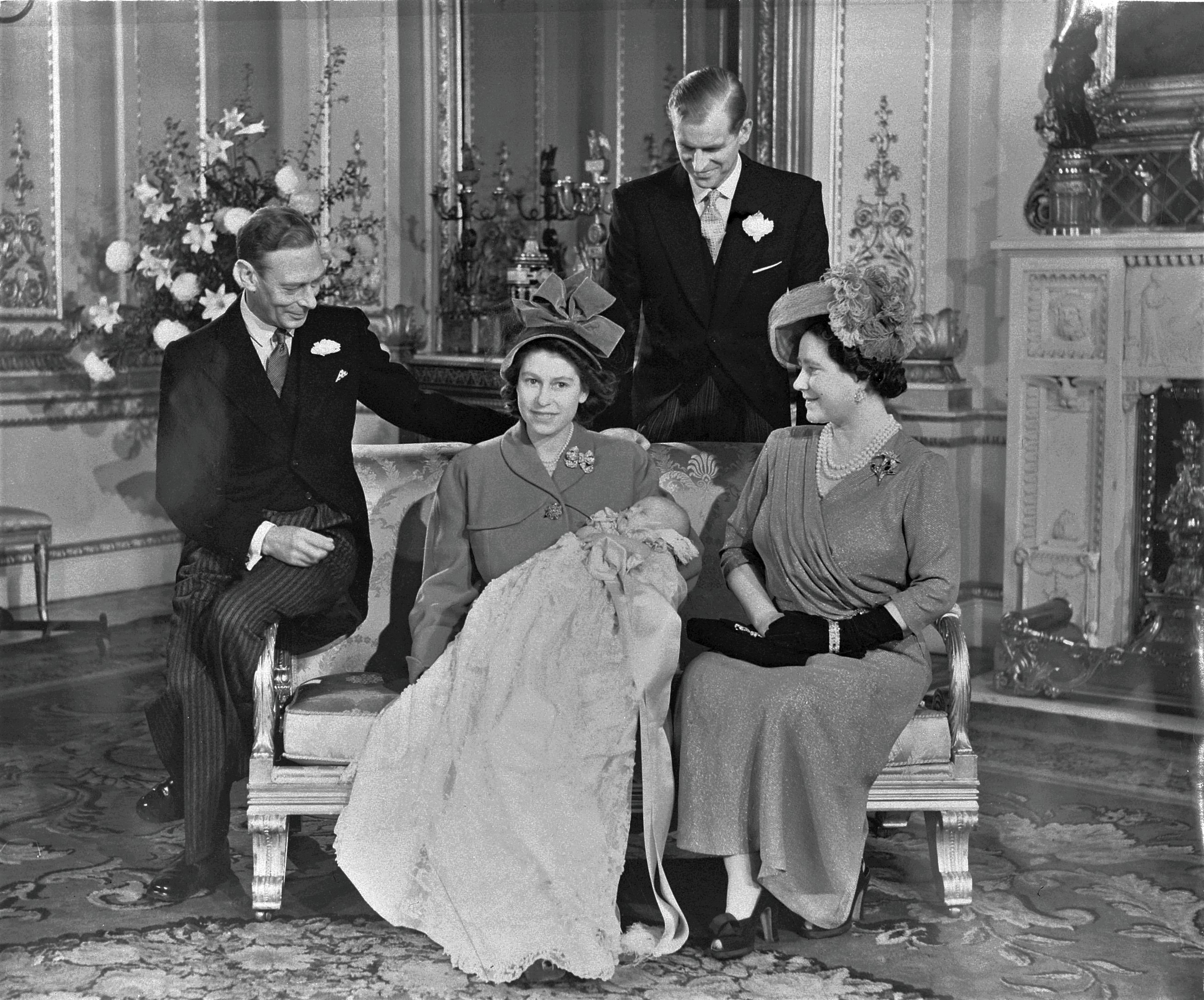
Charles v náručí matky při křtu s otcem a prarodiči z matčiny strany, 1948

Jak bylo v té době u dětí z vysokých společenských vrstev zvykem, byla Charlesovi a jeho mladším sourozencům Anně, Andrewovi a Edwardovi přidělena guvernantka Catherine Peeblesová, která se v Buckinghamském paláci starala o jejich ranou výchovu. Buckinghamský palác v roce 1955 oznámil, že Charles bude navštěvovat školu a nebude mít soukromého učitele, čímž se stal prvním následníkem trůnu, který byl takto vzděláván. Dne 7. listopadu 1956 zahájil Charles výuku ve škole Hill House v západním Londýně. Zakladatel školy a její ředitel Stuart Townend ho nijak neupřednostňoval a doporučil královně, aby Charles trénoval fotbal. Charles pak od roku 1958 navštěvoval dvě školy, Cheam Preparatory School v anglickém hrabství Berkshire, následovala škola Gordonstoun v severovýchodním Skotsku, kde zahájil výuku v dubnu 1962.
V autorizovaném životopise Jonathana Dimblebyho z roku 1994 byli Alžběta a Philip popsáni jako fyzicky a citově vzdálení rodiče, přičemž Philipovi bylo vyčítáno, že nebere ohled na Charlesovu citlivou povahu a nutí ho navštěvovat Gordonstoun, kde byl šikanován. Ačkoli Charles údajně popsal Gordonstoun, známý svými obzvláště přísnými učebními osnovami, jako „Colditz v kiltech“, následně Gordonstoun chválil a prohlásil, že ho naučil „hodně o sobě samém a mých vlastních schopnostech a slabostech“. V roce 1966 strávil dva semestry v kampusu Timbertop na gymnáziu Geelong v australském státě Victoria, během nichž navštívil Papuu Novou Guineu na školním výletě se svým učitelem dějepisu Michaelem Collinsem Perssem. V roce 1973 popsal Charles pobyt v Timbertopu jako nejpříjemnější část celého svého vzdělávání. Po návratu do Gordonstounu se Charles po vzoru svého otce stal prefektem školy. Školu opustil v roce 1967.
Charles porušil královskou tradici podruhé, když po maturitě nastoupil rovnou na univerzitu, místo aby vstoupil do britských ozbrojených sil. V říjnu 1967 byl přijat na Trinity College v Cambridge, kde v první části studia studoval archeologii a antropologii a v druhé části přešel na historii. Během druhého ročníku Charles navštěvoval Aberystwythskou univerzitu, kde jeden semestr studoval velšské dějiny a jazyk. Dne 23. června 1970 získal na univerzitě v Cambridgi titul Bachelor of Arts (BA). Stal se tak prvním britským následníkem trůnu, který získal vysokoškolský titul. Dne 2. srpna 1975 mu Univerzita v Cambridgi udělila titul Master of Arts (MA Cantab).

### První manželství

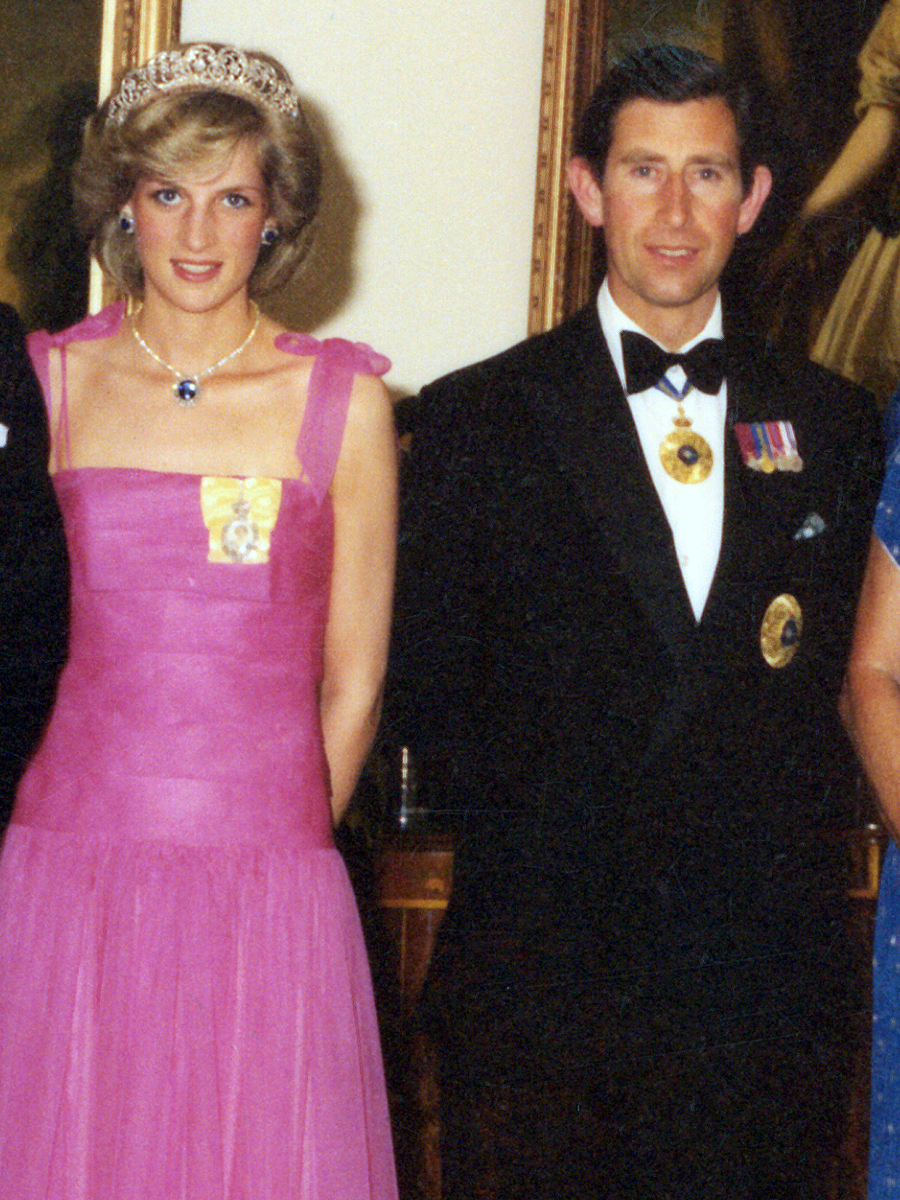
Charles a Diana v Brisbane, 1983

Poprvé se oženil s Dianou Spencerovou 29. července 1981 v londýnské katedrále sv. Pavla. Televizní přenos šířený do celého světa sledovalo přibližně tři čtvrtě miliardy lidí. Diana získala titul princezny z Walesu. Do manželství se narodili dva synové, princ William a princ Harry.
Manželství komplikoval Karlův dlouholetý vztah s Camillou Parkerovou-Bowlesovou, rovněž tak Dianiny mimomanželské vztahy. Princezna trpěla depresemi a bulimií. Přesto se věnovala charitě a boji proti AIDS. V důsledku dlouhodobé manželské krize proběhl 28. srpna 1996 rozvod. Dne 31. srpna 1997 princezna zemřela při automobilové nehodě v Paříži ve svém Mercedesu i s partnerem Dodim Al-Fayedem.

### Druhé manželství
Necelých devět let po rozvodu se svou první ženou si Karel vzal 9. dubna 2005 svou dlouholetou přítelkyni a jednu z příčin svého rozvodu Camillu Parker-Bowlesovou v kapli sv. Jiří na Windsorském hradu. Camilla neužívala titul princezna z Walesu, na který měla díky sňatku právo, a místo toho byla do nástupu manžela na trůn – podle jednoho z jeho titulů – nazývána vévodkyní z Cornwallu.

## Panovník

### Nástup na trůn
Po úmrtí své matky královny Alžběty II. 8. září 2022 se automaticky stal novým králem a hlavou státu Spojeného království a 14 dalších zemí Commonwealthu. Vybral si jméno Karel III. Pozici následníka trůnu zastával nejdéle v britské historii – přes 70 let, od roku 1952, po úmrtí krále Jiřího VI. V 73 letech se také stal nejstarším nastupujícím britským monarchou. Překonal tím věkový rekord Viléma IV., který se vlády ujal v 64 letech.
V prvním oficiálním prohlášení po nástupu uvedl:
Smrt mé milované matky, Jejího Veličenstva, je pro mě a pro všechny členy mé rodiny momentem největšího smutku. Hluboce truchlíme nad odchodem vážené panovnice a milované matky. Vím, že její ztrátu bude hluboce pociťovat celá země, Commonwealth a nespočet lidí po celém světě.
Karel III.
Oficiálně prohlášen králem byl 10. září 2022 nástupnickou radou. Nástupnická rada je složena z členů královské rodiny, předsedy vlády, vrcholných politiků a arcibiskupa z Canterbury. Jejího zasedání se též mohou zúčastnit všichni členové soukromé rady, který je hlavním poradním orgánem panovníka. Nástupnická rada též oficiálně oznámila smrt královny Alžběty II.

### Období vlády

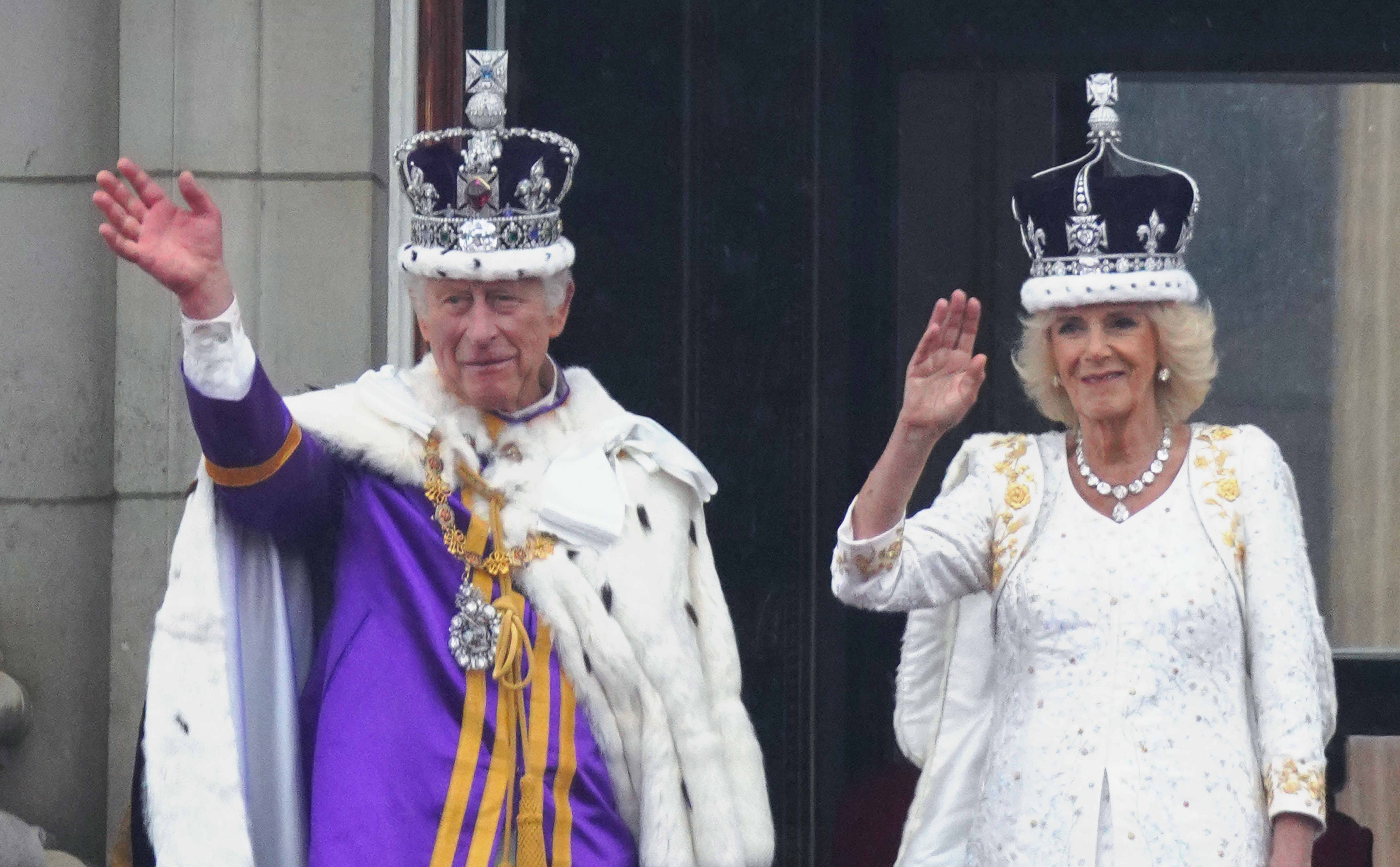
Karel III. a Camilla na balkóně Buckinghamského paláce

První zahraniční cestou Karla III. v roli britského krále se stala návštěva Německa od 29. března do 31. března 2023. Zastávka ve Francii, původním cíli cesty, musela být kvůli zrovna probíhajícím protestům proti důchodové reformě odložena. Jako první hlavě státu v historii se mu dostalo slavnostního přivítání u Braniborské brány, stejně tak jako první vládnoucí monarcha vystoupil před poslanci s projevem ve Spolkovém sněmu. Poslední den své návštěvy navštívil Karel III. Hamburk, kde položil společně s tamním primátorem a prezidentem Frankem Walterem Steinmeierem květiny u sousoší upomínajícího na osudy židovských dětí, které jejich rodiče poslali před nacistickou hrozbou do Británie. Následně král položil věnec u kostela svatého Mikuláše, který byl poničen během druhé světové války při náletech amerických a britských bombardérů.
V sobotu 6. května 2023 ve Westminsterském opatství proběhla korunovace Karla III. a Camilly. Během ní byl král pomazán, což symbolizovalo jeho duchovní vstup do královské funkce. Následovala samotná korunovace a intronizace, což představovalo převzetí světských pravomocí a odpovědností. Král převzal královské jablko, žezlo a korunovační prsten. Camilla byla korunována v kratším a jednodušším obřadu. Tradiční události se zúčastnilo velké množství významných hostů, Českou republiku zastupoval prezident Petr Pavel. Během akce v ulicích Londýna protestovaly skupinky lidí, které volaly po zrušení monarchie, proti některým protestujícím musela zakročit policie. Ke korunovaci vydal Buckinghamský palác oficiální pozvánku s florálními motivy. Vyvolala debatu odborníků, zejména folkloristů, o tradiční podobě tzv. Zeleného muže, doloženého snad již ve 12. století. Tento motiv podle nich ožíval v romantismu.
Dne 5. února 2024 Buckinghamský palác uvedl, že Karlu III. byla diagnostikována rakovina.

## Názory
Karel III. se osobně angažuje ve prospěch ochrany životního prostředí, zejména ochrany klimatu, a sám se snaží v praxi životní prostředí chránit. Jeho venkovské sídlo v Highgrove je zásobováno elektřinou vyráběnou z obnovitelných zdrojů energie a jeho vozy pohání bionafta.

## Mediální obraz a veřejné mínění
Od svého narození se Charles těšil velkému zájmu médií, který se s jeho dospíváním zvyšoval. Byl to ambivalentní vztah, do značné míry ovlivněný jeho sňatky s Dianou a Camillou a jejich následky, ale také zaměřený na jeho budoucí chování jako krále.
Koncem 70. let byl Charles označován za „nejžádanějšího starého mládence na světě,“ následně byla jeho sláva zastíněna Dianou. Po její smrti média pravidelně narušovala Charlesovo soukromí. Je známý tím, že vyjadřuje své názory, a když byl během rozhovoru u příležitosti svých 70. narozenin dotázán, zda to bude pokračovat stejným způsobem, až se stane králem, odpověděl: „Ne, nebude. Nejsem tak hloupý. Uvědomuji si, že být panovníkem je samostatné cvičení. Takže samozřejmě, víte, zcela chápu, jak by to mělo fungovat.“
Podle průzkumu společnosti BMG Research z roku 2018 si 46 % Britů přálo, aby Charles po smrti své matky okamžitě abdikoval ve prospěch Williama, nicméně podle průzkumu veřejného mínění z roku 2021 o něm mělo 60 % britské veřejnosti příznivé mínění. Při nástupu na trůn přinesl list The Statesman průzkum veřejného mínění, podle něhož Charlesova obliba u Britů dosáhla 42 %. Novější průzkumy naznačily, že jeho popularita po nástupu na trůn prudce vzrostla. Podle agentury YouGov měl Charles v dubnu 2023 oblibu 55 %.

## Zájmy
Je příznivcem anglického profesionálního fotbalového klubu Burnley FC. Město Burnley navštěvuje pravidelně a věnuje se osobnímu zájmu o regeneraci a rozvoj oblasti. Jeho charity pak podporují řadu projektů v rámci města.
Mezi jeho další zájmy patří malba, rybaření, sport a v minulosti hrával pólo.

## Návštěvy v České republice
Před svou korunovací podnikl princ Charles pět návštěv do Československa a Česka:
- květen 1991;
- prosinec 1992;
- červen 1994;
- říjen/listopad 2000;
- březen 2010[52][53].

## Majetek

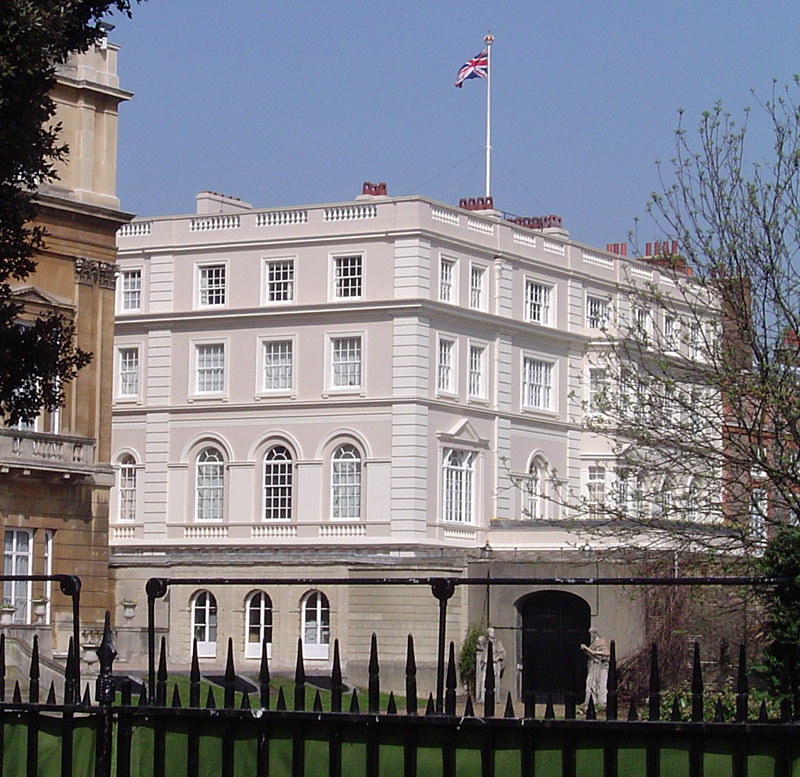
Clarence House, sídlo Karla od roku 2003

Karel III. figuroval v Paradise Papers, které byly zveřejněny v listopadu 2017 a které odhalily tajné investice bohatých lidí a jejich daňové úniky do daňových rájů. Cornwallské vévodství, které spravuje jeho majetek, investovalo miliony liber do offshorových fondů a společností v daňových rájích.
Po smrti královny Alžběty zdědil její osobní majetek ve výši 12,2 miliardy korun. Před její smrtí Charles disponoval osobním majetkem ve výši 9,8 miliardy korun. Celkový majetek britské královské rodiny, včetně nemovitostí, které královská rodina vlastní po celé Británii, je odhadován na 792 miliard korun.
V roce 2023 odhadl deník The Guardian Charlesovo osobní jmění na 1,8 miliardy liber (34,1 miliardy korun). Tento odhad zahrnuje majetek Lancasterského vévodství v hodnotě 653 milionů liber (které vyplácí Charlesovi roční příjem 20 milionů liber), šperky v hodnotě 533 milionů liber, nemovitosti v hodnotě 330 milionů liber, akcie a investice v hodnotě 142 milionů liber, sbírku známek v hodnotě nejméně 100 milionů liber, dostihové koně v hodnotě 27 milionů liber, umělecká díla v hodnotě 24 milionů liber a automobily v hodnotě 6 milionů liber. Většina tohoto majetku, který Charles zdědil po své matce, je osvobozena od dědické daně.
Clarence House, dříve rezidence královny matky, byl od roku 2003 Charlesovou oficiální londýnskou rezidencí poté, co byl nákladem 4,5 milionu liber zrekonstruován. Předtím sdílel s Dianou apartmány číslo osm a devět v Kensingtonském paláci, než se přestěhoval do York House v paláci svatého Jakuba, který zůstal jeho hlavní rezidencí až do roku 2003. Highgrove House v Gloucestershire je ve vlastnictví Cornwallského vévodství, který byl pro Charlesovo užívání zakoupen v roce 1980 a který si pronajímá za 336 000 liber ročně. Od doby, kdy se William stal vévodou z Cornwallu, má Charles za užívání nemovitosti platit 700 000 liber ročně. Charles vlastní také nemovitost u vesnice Viscri v Rumunsku.
Hlavním zdrojem Charlesových příjmů jako prince z Walesu bylo Cornwallské vévodství, na kterém vlastní 133 658 akrů půdy (přibližně 54 090 hektarů), včetně zemědělských, obytných a komerčních nemovitostí, a také investiční portfolio. Od roku 1993 Charles dobrovolně platil daně podle Memoranda o porozumění o královském zdanění, aktualizovaného v roce 2013. V prosinci 2012 byly finanční a celní úřady Jejího Veličenstva požádány o prošetření údajných daňových úniků ze strany Cornwallského vévodství.

## Tituly a vyznamenání
- 1948–1952: Jeho královská Výsost princ Charles z Edinburghu
- 1952–2022: Jeho královská Výsost vévoda z Cornwallu (ve Skotsku Jeho královská Výsost vévoda z Rothesay)
- 1958–2022: Jeho královská Výsost princ z Walesu[p 2] (ve Skotsku Jeho královská Výsost vévoda z Rothesay)
- od září 2022: Jeho Veličenstvo král

### Příjmení
Jako král Karel nepoužívá příjmení, protože panovník nemusí mít osobní doklady. Příjmení nepoužíval obvykle ani než se stal králem. Příjmením královské rodiny je od roku 1960 Mountbatten-Windsor, to je však primárně určeno potomkům královny Alžběty a prince Philipa bez přímého nároku na trůn, kterým nepřísluší oslovení „Jeho/Její Výsost“ a titul prince či princezny, proto jej princ Charles nepoužíval ani v oficiálních dokumentech vydaných britskou vládou. Například v jeho rodném listě bylo uvedeno jen „Charles Philip Arthur George“. V jeho cestovním pasu byl uveden jako „Jeho královská výsost princ Charles Philip Arthur George, kníže z Walesu“ (anglicky His Royal Highness Prince Charles Philip Arthur George, Prince of Wales). Pod stejným jménem byl uveden i v matriční knize při uzavření sňatku s Dianou Spencerovou, v rodném listu jeho syna Williama, a rovněž v oddacím listu při uzavření sňatku s Camillou Parkerovou-Bowlesovou.

## Vývod z předků
|            |                                                        |  |             |                                                        |  |  |  |  |  |  |  | Kristián IX. Dánský |
|            |                                                        |  |             |                                                        |  |  |  |  |  |  |  |                     |
|            | Jiří I. Řecký                                          |  |             |                                                        |  |  |  |  |  |  |  |                     |
|            |                                                        |  |             |                                                        |  |  |  |  |  |  |  |                     |
|            |                                                        |  |             | Luisa Hesensko-Kasselská                               |  |  |  |  |  |  |  |                     |
|            |                                                        |  |             |                                                        |  |  |  |  |  |  |  |                     |
|            | Ondřej Řecký a Dánský                                  |  |             |                                                        |  |  |  |  |  |  |  |                     |
|            |                                                        |  |             |                                                        |  |  |  |  |  |  |  |                     |
|            |                                                        |  |             | Konstantin Nikolajevič Ruský                           |  |  |  |  |  |  |  |                     |
|            |                                                        |  |             |                                                        |  |  |  |  |  |  |  |                     |
|            | Olga Konstantinovna Romanovová                         |  |             |                                                        |  |  |  |  |  |  |  |                     |
|            |                                                        |  |             |                                                        |  |  |  |  |  |  |  |                     |
|            |                                                        |  |             | Alexandra Sasko-Altenburská                            |  |  |  |  |  |  |  |                     |
|            |                                                        |  |             |                                                        |  |  |  |  |  |  |  |                     |
|            | Princ Philip, vévoda z Edinburghu                      |  |             |                                                        |  |  |  |  |  |  |  |                     |
|            |                                                        |  |             |                                                        |  |  |  |  |  |  |  |                     |
|            |                                                        |  |             | Alexandr Hesensko-Darmstadtský                         |  |  |  |  |  |  |  |                     |
|            |                                                        |  |             |                                                        |  |  |  |  |  |  |  |                     |
|            | Ludvík z Battenbergu                                   |  |             |                                                        |  |  |  |  |  |  |  |                     |
|            |                                                        |  |             |                                                        |  |  |  |  |  |  |  |                     |
|            |                                                        |  |             | Julie von Hauke                                        |  |  |  |  |  |  |  |                     |
|            |                                                        |  |             |                                                        |  |  |  |  |  |  |  |                     |
|            | Alice z Battenbergu                                    |  |             |                                                        |  |  |  |  |  |  |  |                     |
|            |                                                        |  |             |                                                        |  |  |  |  |  |  |  |                     |
|            |                                                        |  |             | Ludvík IV. Hesenský                                    |  |  |  |  |  |  |  |                     |
|            |                                                        |  |             |                                                        |  |  |  |  |  |  |  |                     |
|            | Viktorie Hesensko-Darmstadtská                         |  |             |                                                        |  |  |  |  |  |  |  |                     |
|            |                                                        |  |             |                                                        |  |  |  |  |  |  |  |                     |
|            |                                                        |  |             | Alice Sasko-Koburská                                   |  |  |  |  |  |  |  |                     |
|            |                                                        |  |             |                                                        |  |  |  |  |  |  |  |                     |
| Karel III. |                                                        |  |             |                                                        |  |  |  |  |  |  |  |                     |
|            |                                                        |  |             |                                                        |  |  |  |  |  |  |  |                     |
|            |                                                        |  | Eduard VII. |                                                        |  |  |  |  |  |  |  |                     |
|            |                                                        |  |             |                                                        |  |  |  |  |  |  |  |                     |
|            | Jiří V.                                                |  |             |                                                        |  |  |  |  |  |  |  |                     |
|            |                                                        |  |             |                                                        |  |  |  |  |  |  |  |                     |
|            |                                                        |  |             | Alexandra Dánská                                       |  |  |  |  |  |  |  |                     |
|            |                                                        |  |             |                                                        |  |  |  |  |  |  |  |                     |
|            | Jiří VI.                                               |  |             |                                                        |  |  |  |  |  |  |  |                     |
|            |                                                        |  |             |                                                        |  |  |  |  |  |  |  |                     |
|            |                                                        |  |             | František z Tecku                                      |  |  |  |  |  |  |  |                     |
|            |                                                        |  |             |                                                        |  |  |  |  |  |  |  |                     |
|            | Marie z Tecku                                          |  |             |                                                        |  |  |  |  |  |  |  |                     |
|            |                                                        |  |             |                                                        |  |  |  |  |  |  |  |                     |
|            |                                                        |  |             | Marie Adelaida z Cambridge                             |  |  |  |  |  |  |  |                     |
|            |                                                        |  |             |                                                        |  |  |  |  |  |  |  |                     |
|            | Alžběta II.                                            |  |             |                                                        |  |  |  |  |  |  |  |                     |
|            |                                                        |  |             |                                                        |  |  |  |  |  |  |  |                     |
|            |                                                        |  |             | Claude Bowes-Lyon, 13. hrabě ze Strathmore a Kinghorne |  |  |  |  |  |  |  |                     |
|            |                                                        |  |             |                                                        |  |  |  |  |  |  |  |                     |
|            | Claude Bowes-Lyon, 14. hrabě ze Strathmore a Kinghorne |  |             |                                                        |  |  |  |  |  |  |  |                     |
|            |                                                        |  |             |                                                        |  |  |  |  |  |  |  |                     |
|            |                                                        |  |             | Frances Bowes-Lyonová                                  |  |  |  |  |  |  |  |                     |
|            |                                                        |  |             |                                                        |  |  |  |  |  |  |  |                     |
|            | Elizabeth Bowes-Lyon                                   |  |             |                                                        |  |  |  |  |  |  |  |                     |
|            |                                                        |  |             |                                                        |  |  |  |  |  |  |  |                     |
|            |                                                        |  |             | Charles Cavendish-Bentinck                             |  |  |  |  |  |  |  |                     |
|            |                                                        |  |             |                                                        |  |  |  |  |  |  |  |                     |
|            | Cecilia Cavendish-Bentincková                          |  |             |                                                        |  |  |  |  |  |  |  |                     |
|            |                                                        |  |             |                                                        |  |  |  |  |  |  |  |                     |
|            |                                                        |  |             | Louisa Cavendish-Bentincková                           |  |  |  |  |  |  |  |                     |
|            |                                                        |  |             |                                                        |  |  |  |  |  |  |  |                     |

## Galerie

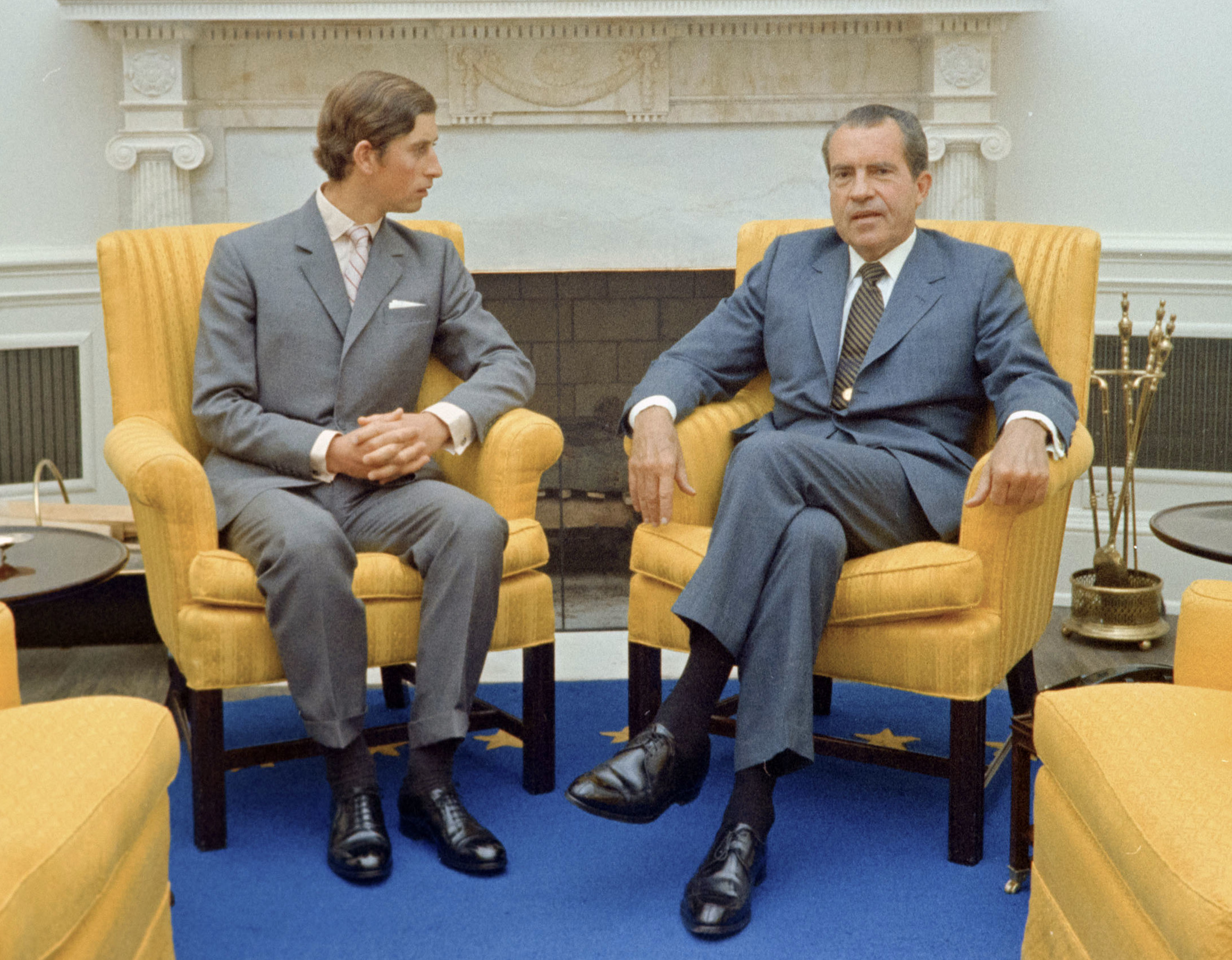
S americkým prezidentem Richardem Nixonem (1970)
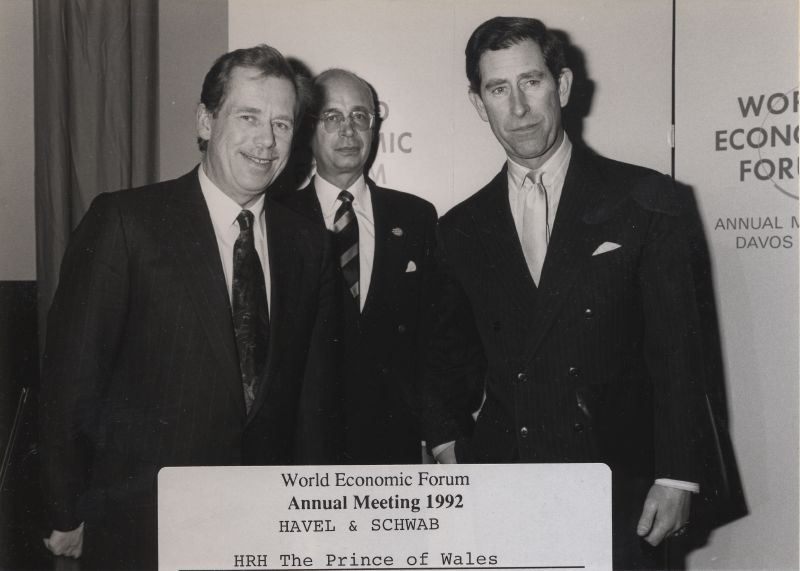
S prezidentem Václavem Havlem během Světového ekonomického fóra, rok 1992
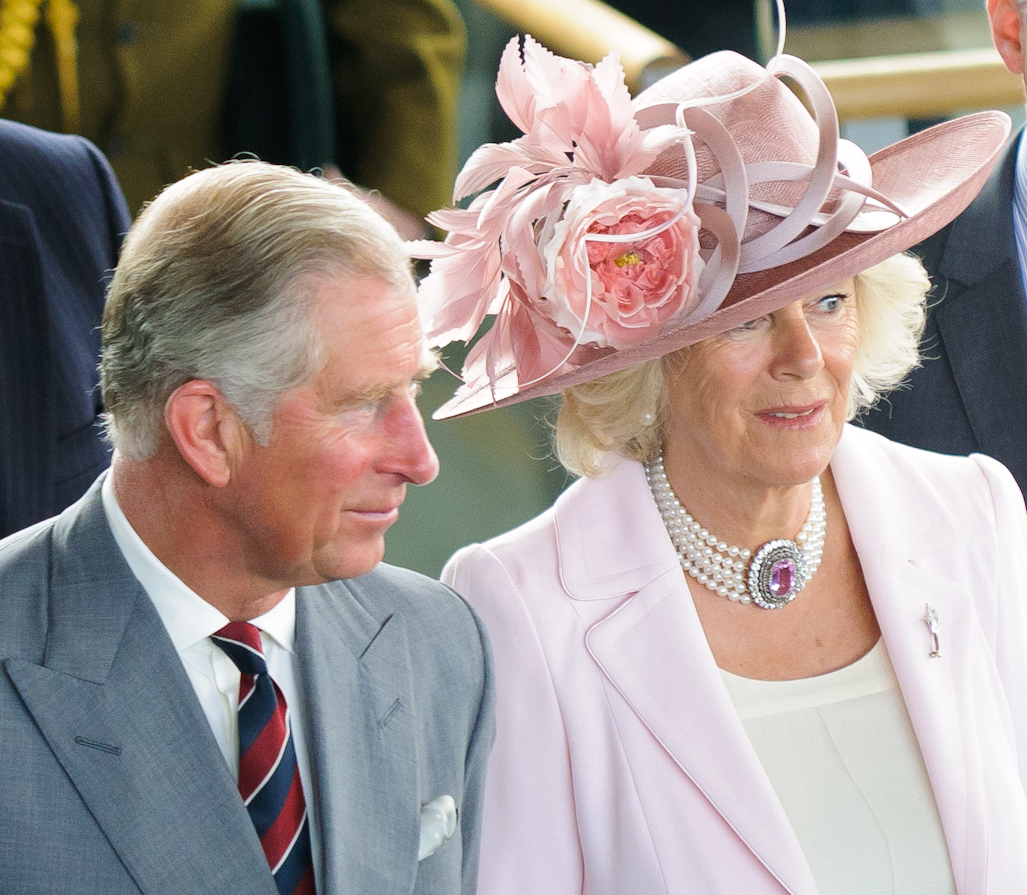
S Camillou při zahájení zasedání velšského parlamentu (2011)
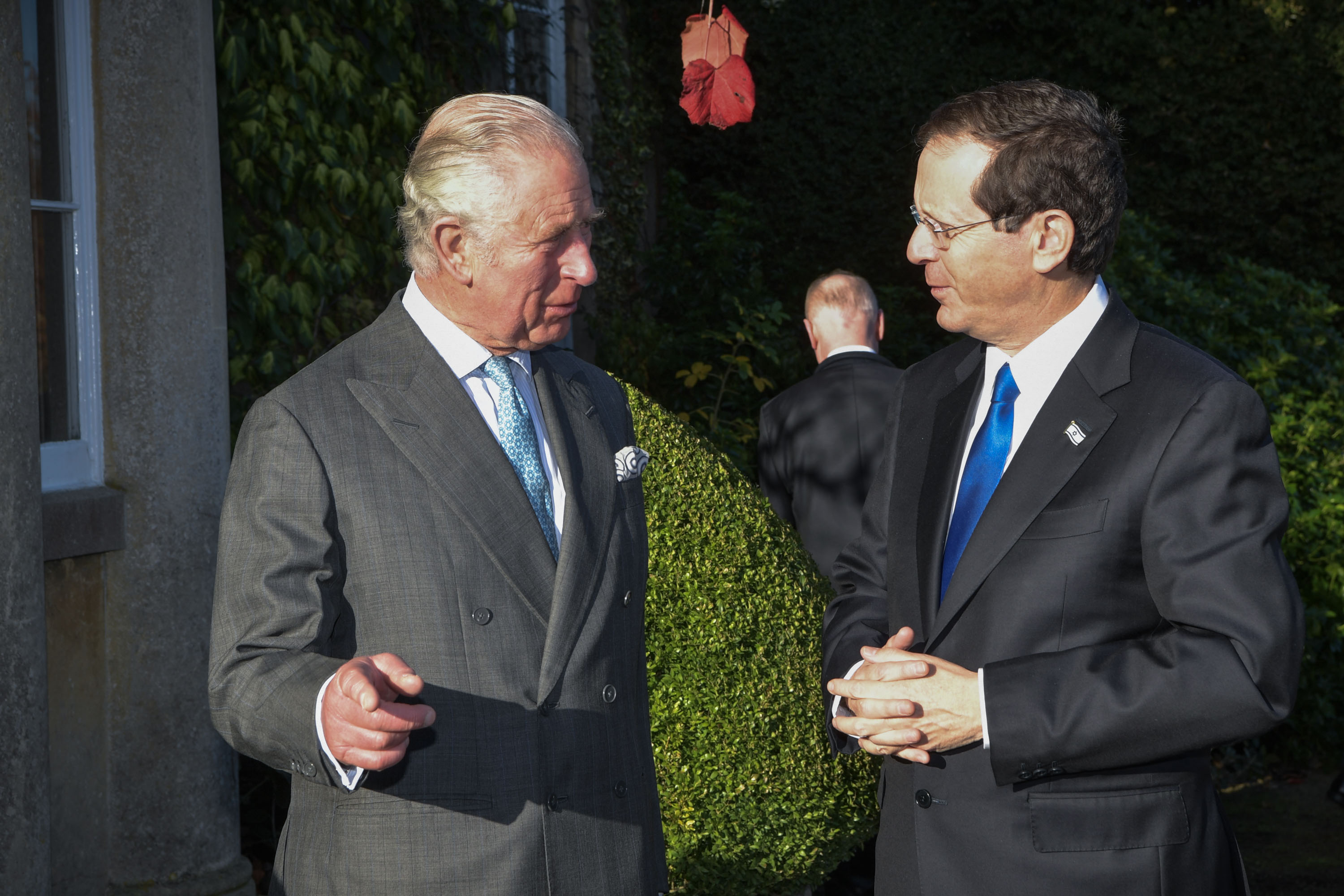
S izraelským prezidentem Jicchakem Herzogem (2021)
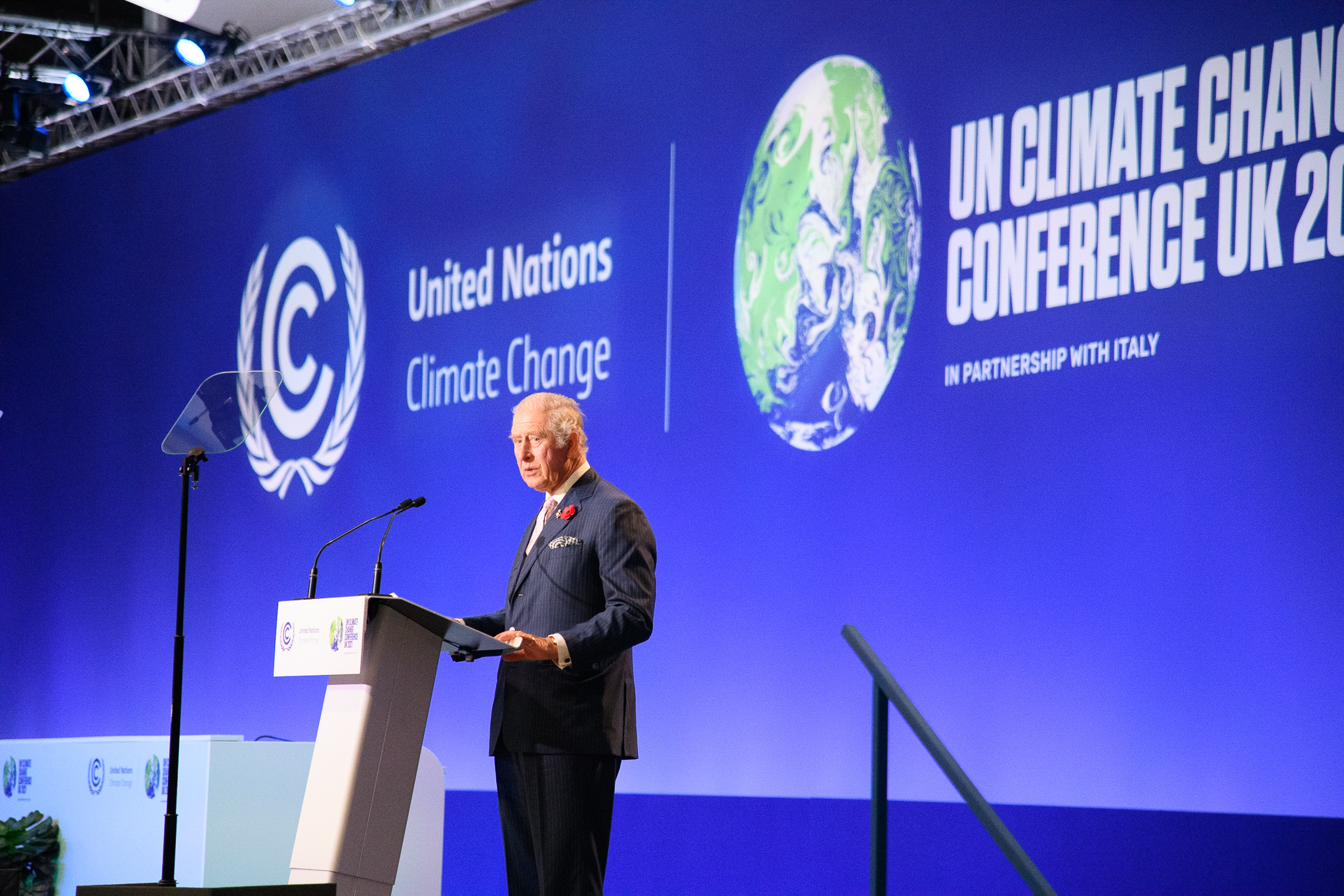
Na zahájení konference OSN o změně klimatu v Glasgow (2021)
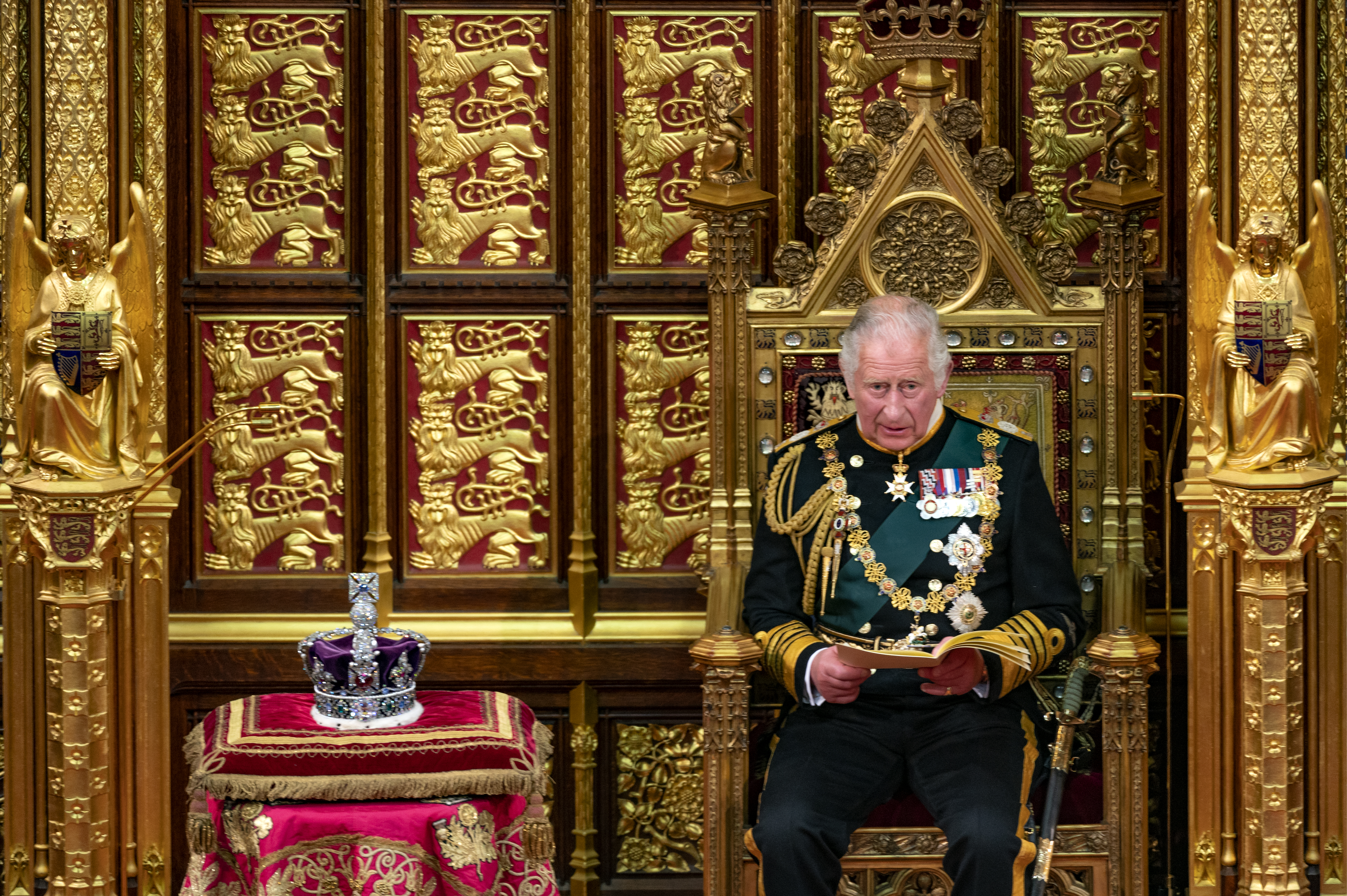
Při předčítání královnina projevu ve Sněmovně lordů (2022)
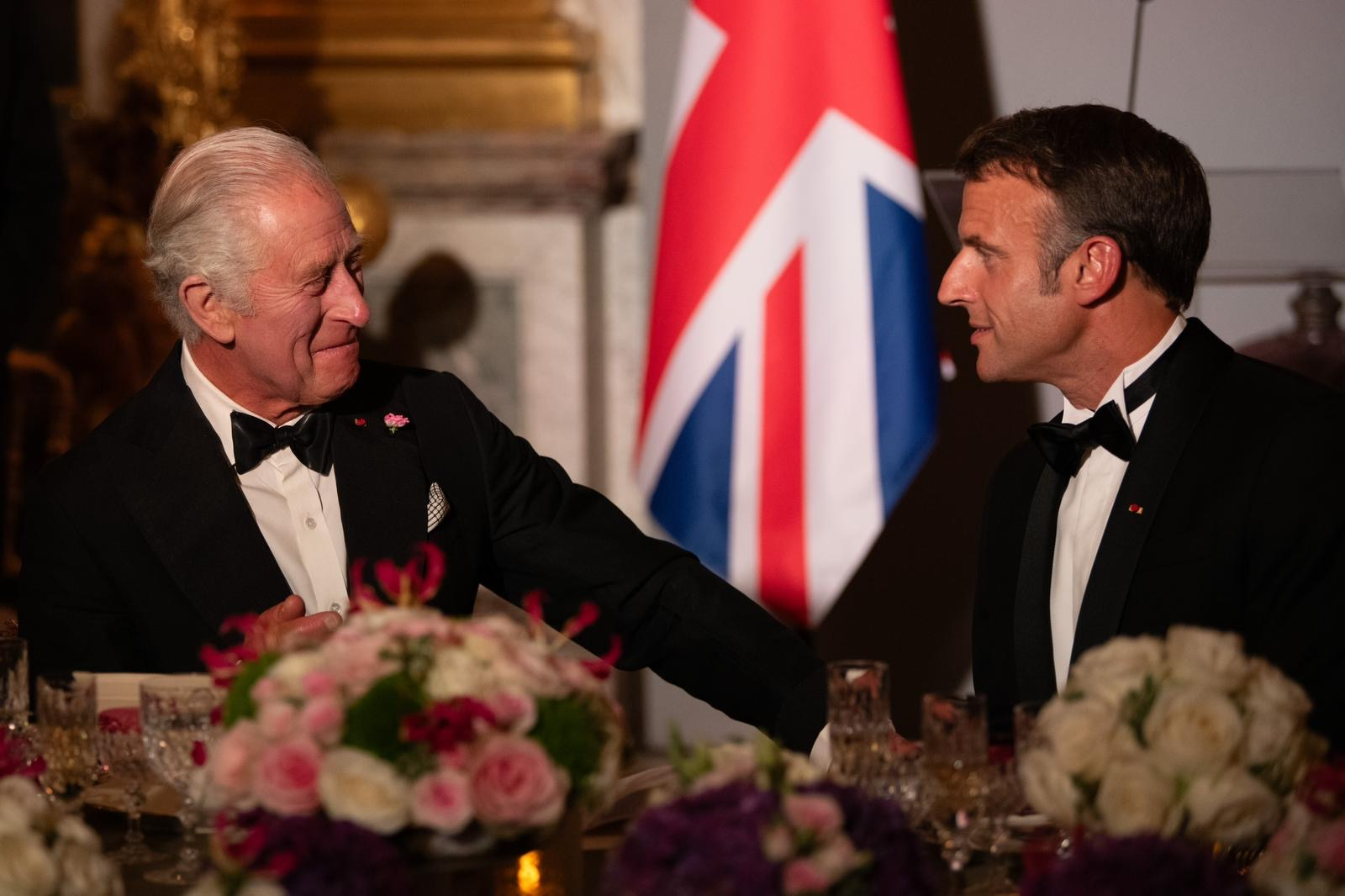
S francouzským prezidentem Emmanuelem Macronem při státní večeři ve Versailles (2023)